# 이주광
이주광(1982년 9월 14일 ~)은 대한민국의 뮤지컬 배우다. 2003년 뮤지컬 '젊은 베르테르의 슬픔'으로 데뷔했다.

## 방송
- 2008 챌린지 헤드윅 (2008) - 우승

## 음반
- 뮤지컬 셜록홈즈 - 앤더슨가의 비밀 OST (2014)
- 뮤지컬 셜록홈즈-블러디게임 OST (2014)